# دیوید دینکینز
دیوید دینکینز (انگلیسی: David Dinkins؛ زادهٔ ۱۰ ژوئیهٔ ۱۹۲۷ – درگذشته ۲۳ نوامبر ۲۰۲۰) یک سیاست‌مدار اهل ایالات متحده آمریکا بود.
دینکینز اولین شهردار سیاهپوست نیویورک است.